# 考文垂湖 (康乃狄克州)
考文垂湖（英語：Coventry Lake）是位於美國康乃狄克州托蘭縣的一個人口普查指定地區。

## 地理
考文垂湖的座標為41°46′20″N 72°19′57″W / 41.77222°N 72.33250°W，而該地最高點為海拔高度171米（即561英尺）。

## 人口
根據2010年美國人口普查的數據，考文垂湖的面積為3.50平方千米，當中陸地面積為2.90平方千米，而水域面積為0.60平方千米。當地共有人口2914人，而人口密度為每平方千米832人。